# Fetic
fetic（フェティク、生年非公表）は、日本のテクノ、エレクトロニカ音楽家・作曲家。

## 略歴
2010年アルバム『star child』でelegantdiscからデビュー。以降ほぼ年1枚のペースでアルバムを発表。DJやライブ活動は行っていない。

## ディスコグラフィー

### アルバム
- Star Child(2010年elegantdisc)
- Earth Song(2011年elegantdisc)
- Galaxy Ecdysis(2013年elegantdisc)
- META CUT(2014年elegantdisc)
- POP DAYS(2015年elegantdisc)
- Windowz 6(2016年elegantdisc)